# Paula Pareto
Pour les articles homonymes, voir Belén.
Paula Belén Pareto, née le 16 janvier 1986 à San Fernando, ville du Grand Buenos Aires, est une judokate argentine évoluant dans la catégorie des moins de 48 kg (poids super-légers). Elle a remporté une médaille de bronze dès sa première participation aux Jeux olympiques en 2008 puis le titre olympique en 2016. Elle compte également à son palmarès trois médailles aux championnats du monde, dont un titre en 2015 et quinze médailles continentales.

## Biographie
Vice-championne d'Amérique du Sud juniors en 2004, Paula Pareto ne tarde pas à s'illustrer parmi les seniors toujours au niveau continental. Dès 2005, elle remporte la médaille d'argent aux championnats panaméricains organisés à Caguas puis, en 2007, décroche la médaille de bronze aux Jeux panaméricains de Rio de Janeiro. Peu de temps après, elle échoue au pied du podium lors des championnats du monde également tenus dans la cité carioca. Cette performance permet à son pays d'obtenir un quota qualificatif pour les Jeux olympiques d'été de 2008 dans sa catégorie. Elle est logiquement sélectionnée pour ce rendez-vous, les premiers Jeux de sa carrière.
Vainqueur de son premier combat lors du tournoi olympique, elle est défaite lors du suivant par la double championne olympique en titre Ryoko Tani. Repêchée, elle remporte deux combats face à la Chinoise Wu Shugen et la Hongroise Éva Csernoviczki avant de disputer un dernier combat pour la médaille de bronze. Opposée à la Nord-coréenne Pak Ok-Song, l'Argentine s'impose sur waza-ari : cette décision est controversée, les arbitres quittant le tatami pour consulter les officiels avant de lui attribuer cet avantage qui avait dans un premier temps été attribué à son adversaire. Elle décroche la première médaille olympique de l'histoire du judo argentin.
Elle remporte son premier titre international lors des championnats panaméricains de l'année suivante où elle est vainqueure face à la Cubaine Luz Alvarez. Elle remporte en juillet une médaille de bronze lors du Grand Slam de Rio. L'année suivante, elle termine à la troisième place des championnats panaméricains puis à la septième place des mondiaux de Tokyo. Elle remporte deux nouveaux titres continentaux la saison suivante, battant Dayaris Mestre lors des championnats panaméricains puis de nouveau la Cubaine lors des Jeux panaméricains, les deux compétitions se déroulant dans la ville mexicaine de Guadalajara.
En 2012, elle termine cinquième des championnats panaméricains de Montréal puis remporte en juin le premier tournoi Grand Chelem de sa carrière, le Grand Slam de Rio où elle bat la Bréslienne Gabriela Chibana. Lors du tournoi olympique des Jeux de Londres, elle est battue par la Japonaise Tomoko Fukumi en quarts de finale. Lors des repêchages, elle s'impose face Urantsetseg Munkhbat avant de s'incliner lors du match pour la médaille de bronze face à la Belge Charline Van Snick.
Médaillée de bronze lors des championnats panaméricains de San José, elle est battue dès son deuxième combat par Dayaris Mestre Alvarez lors championnats du monde de Rio de Janeiro.
Début 2014, elle obtient le premier podium de sa carrière au Grand Slam de Paris où elle termine troisième. Elle remporte les jeux d'Amérique du Sud, puis la médaille de bronze des championnats panaméricains de Guayaquil. Lors des mondiaux de Tcheliabinsk, elle s'impose en demi-finale face à la Française Amandine Buchard puis s'incline en finale face à la Japonaise Ami Kondo : aucune des deux combattants n'ayant inscrit de points, la décision se fait au nombre de pénalités. 
En avril 2015, elle remporte la médaille d'argent des championnats panaméricains d'Edmonton, battue par la Brésilienne Sarah Menezes. Quelques mois plus tard, en juillet, elle remporte une nouvelle médaille dans un grand championnat en obtenant la médaille d'argent des Jeux panaméricains de Toronto, battue par la Cubaine Dayaris Mestre Alvarez. Le mois suivant, elle remporte son premier titre mondial lors des mondiaux d'Astana en s'imposant en finale face à la Japonaise Haruna Asami, double championne du monde. 
Troisième du Grand Prix de la Havane, elle remporte trois mois plus tard, en avril, la médaille d'argent des championnats panaméricains disputés dans la même ville, battue par Sarah Menezes. Lors des Jeux olympiques de Rio de Janeiro, elle commence son tournoi par une victoire face à la Russe Irina Dolgova puis face à Éva Csernoviczki en quarts de finale, avant de battre Ami Kondo en demi-finale grâce à un waza-ari. En finale, elle s'impose face à la Sud-Coréenne Jeong Bo-kyeong sur un waza-ari. Elle devient ainsi la première championne olympique argentine de judo.  Elle se voit ensuite confier le rôle de porte-drapeau de sa délégation lors de la cérémonie de clôture.
Elle décide de consacrer la saison post-olympique à sa profession, la médecine, créant une résidence de traumatologie à l'hôpital de San Isidro, près de Tigre dans le Grand Buenos Aires, lieu où elle vit. Tout en continuant à s'entraîner, elle ne s'autorise que quatre compétitions, remportant les championnats panaméricains de Panama en avril, et deux médailles de bronze des tournois de Zagreb et du Grand Slam d'Abu Dhabi en septembre et octobre.
En juillet 2024, elle est élue en tant que membre individuel indépendant.

## Palmarès

### Compétitions internationales
| Année | Compétition                | Lieu           | Résultat | Catégorie      |
| ----- | -------------------------- | -------------- | -------- | -------------- |
| 2005  | Championnats panaméricains | Caguas         | 2e       | Moins de 44 kg |
| 2007  | Jeux panaméricains         | Rio de Janeiro | 3e       | Moins de 48 kg |
| 2008  | Championnats panaméricains | Miami          | 3e       | Moins de 48 kg |
| 2008  | Jeux olympiques            | Pékin          | 3e       | Moins de 48 kg |
| 2009  | Championnats panaméricains | Buenos Aires   | 1re      | Moins de 48 kg |
| 2010  | Championnats panaméricains | San Salvador   | 3e       | Moins de 48 kg |
| 2011  | Championnats panaméricains | Guadalajara    | 1re      | Moins de 48 kg |
| 2011  | Jeux panaméricains         | Guadalajara    | 1re      | Moins de 48 kg |
| 2013  | Championnats panaméricains | San José       | 3e       | Moins de 48 kg |
| 2014  | Championnats panaméricains | Guayaquil      | 3e       | Moins de 48 kg |
| 2014  | Championnats du monde      | Tcheliabinsk   | 2e       | Moins de 48 kg |
| 2015  | Championnats panaméricains | Edmonton       | 2e       | Moins de 48 kg |
| 2015  | Championnats du monde      | Astana         | 1re      | Moins de 48 kg |
| 2015  | Jeux panaméricains         | Toronto        | 2e       | Moins de 48 kg |
| 2016  | Championnats panaméricains | La Havane      | 2e       | Moins de 48 kg |
| 2016  | Jeux olympiques            | Rio de Janeiro | 1re      | Moins de 48 kg |
| 2017  | Championnats panaméricains | Panama         | 1re      | Moins de 48 kg |
| 2018  | Championnats panaméricains | San José       | 1re      | Moins de 48 kg |
| 2018  | Championnats du monde      | Bakou          | 3e       | Moins de 48 kg |
| 2019  | Championnats panaméricains | Lima           | 1re      | Moins de 48 kg |
| 2020  | Championnats panaméricains | Guadalajara    | 1re      | Moins de 48 kg |

### Tournois Grand Chelem et Grand Prix
| Année | Compétition                  | Lieu           | Résultat | Catégorie      |
| ----- | ---------------------------- | -------------- | -------- | -------------- |
| 2009  | Grand Slam de Rio de Janeiro | Rio de Janeiro | 3e       | Moins de 48 kg |
| 2010  | Grand Prix Düsseldorf        | Düsseldorf     | 3e       | Moins de 48 kg |
| 2012  | Grand Slam Rio de Janeiro    | Rio de Janeiro | 1re      | Moins de 48 kg |
| 2013  | Grand Prix Miami             | Miami          | 3e       | Moins de 48 kg |
| 2014  | Grand Slam de Paris          | Paris          | 3e       | Moins de 48 kg |
| 2014  | Grand Prix Qingdao           | Qingdao        | 2e       | Moins de 48 kg |
| 2014  | Grand Slam Tokyo             | Tokyo          | 3e       | Moins de 48 kg |
| 2015  | Grand Prix Samsun            | Samsun         | 1re      | Moins de 48 kg |
| 2015  | Masters mondial de judo      | Rabat          | 2e       | Moins de 48 kg |
| 2015  | Grand Prix de Budapest       | Budapest       | 1re      | Moins de 48 kg |
| 2016  | Grand Prix de La Havane      | La Havane      | 3e       | Moins de 48 kg |
| 2017  | Grand Prix Zagreb            | Zagreb         | 3e       | Moins de 48 kg |
| 2017  | Grand Slam Abu Dhabi         | Abu Dhabi      | 3e       | Moins de 48 kg |
| 2018  | Grand Slam d'Ekaterinbourg   | Ekaterinbourg  | 2e       | Moins de 48 kg |
| 2019  | Grand Slam Ekaterinbourg     | Ekaterinbourg  | 1re      | Moins de 48 kg |
| 2019  | Grand Prix de Montréal       | Montréal       | 3e       | Moins de 48 kg |